# Barcis
Barcis (in furlanisch Barcis, örtlich Barce) ist eine italienische Gemeinde (comune) mit 227 Einwohnern (Stand 31. Dezember 2023) in der Region Friaul-Julisch Venetien.

## Geografie
Die Gemeinde liegt in den Friauler Dolomiten im Val Cellina, etwa 25 km nördlich von Pordenone auf der orographisch linken Uferseite des Lago di Barcis, einem in den 1950er Jahren durch die Aufstauung des Torrente Cellina entstandenen Stausees.
Nachbargemeinden sind Andreis, Aviano, Chies d’Alpago (BL), Claut, Frisanco, Montereale Valcellina und Tambre (BL).

## Verwaltungsgliederung
Die Gemeinde umfasst neben dem Hauptort Barcis 16 weitere Fraktionen oder Weiler: Arcola, Armasio, Cimacosta, Fontane, Guata, Losie, Mighet, Molassa, Pentina, Pezzeda, Ponte Antoi, Portuz, Predaia, Ribe, Roppe und Vallata.

## Meteorit
Im Jahr 1950 wurde bei Barcis ein 87 Gramm schwerer Meteorit gefunden und als Pallasit klassifiziert.

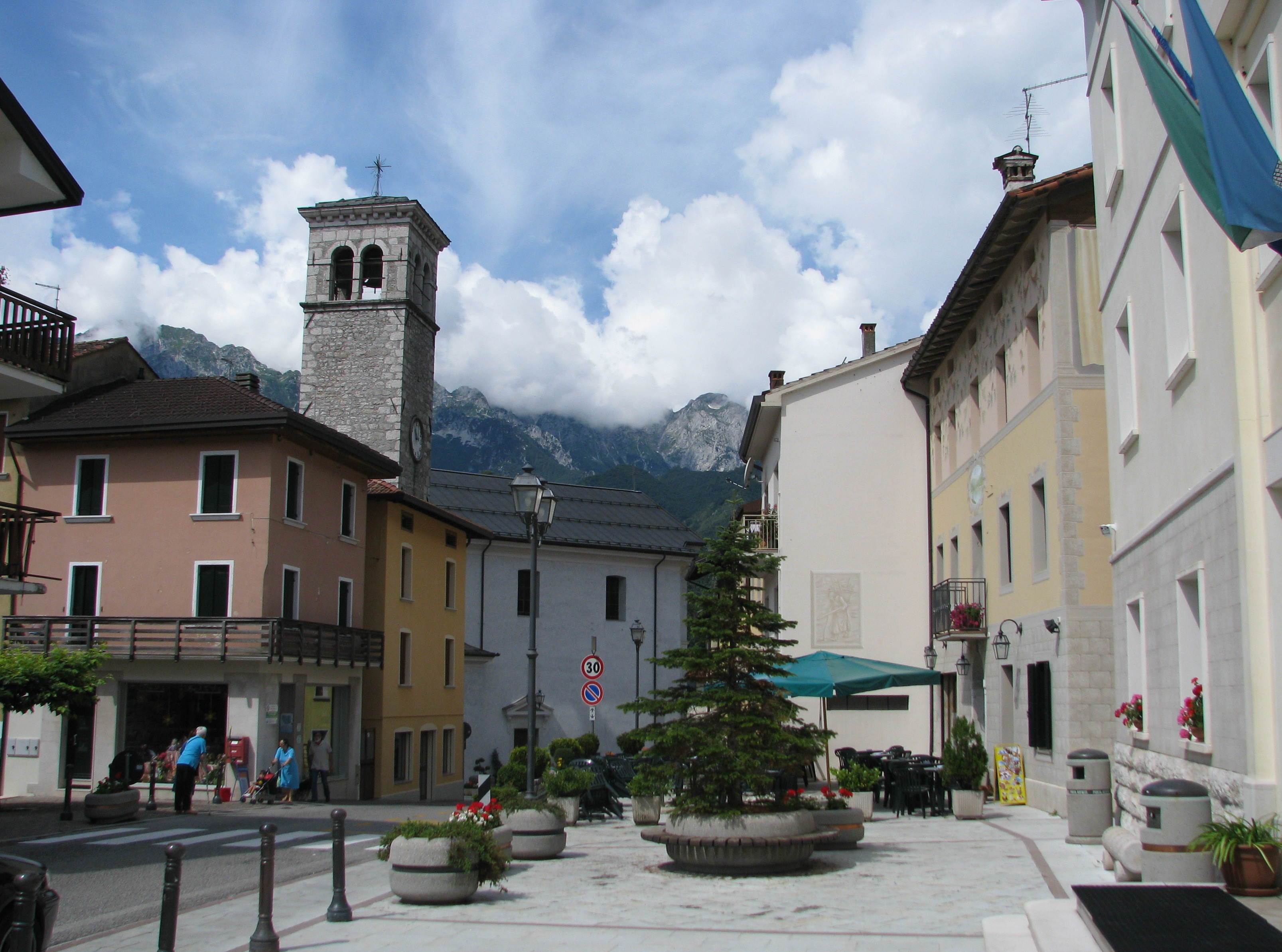
Ortskern mit Pfarrkirche San Giovanni Battista
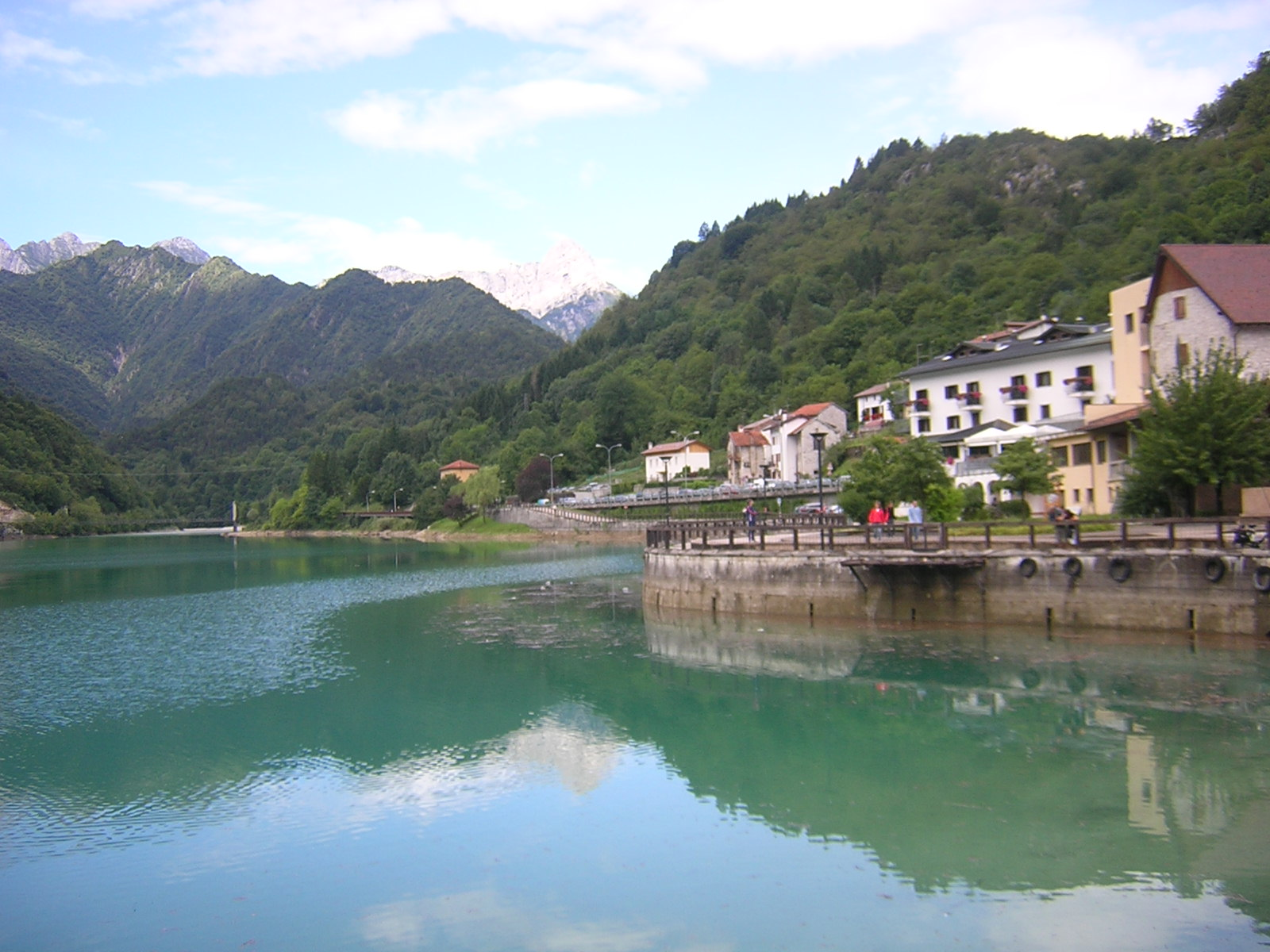
Seeufer
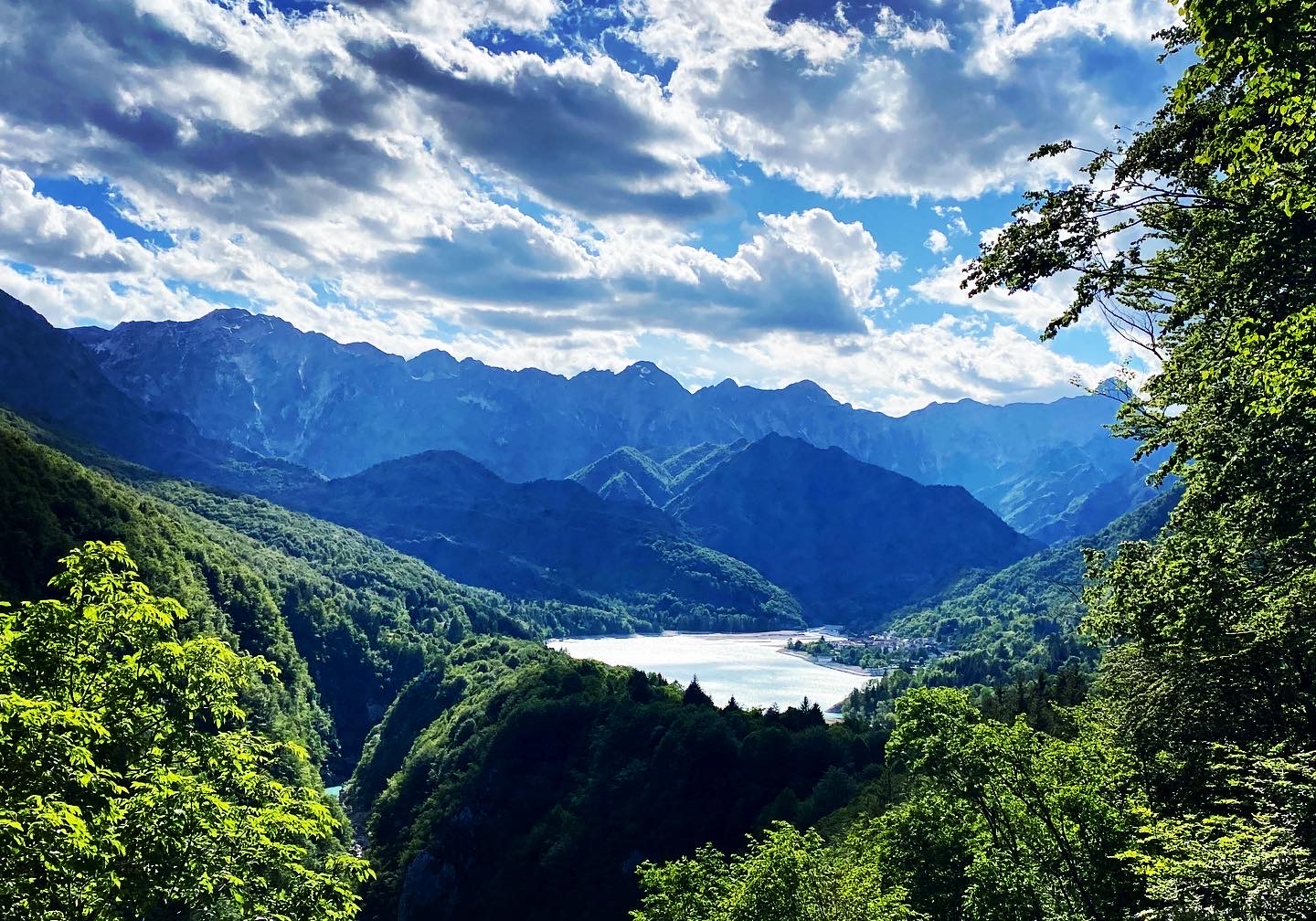
Lago di Barcis in den Friauler Dolomiten
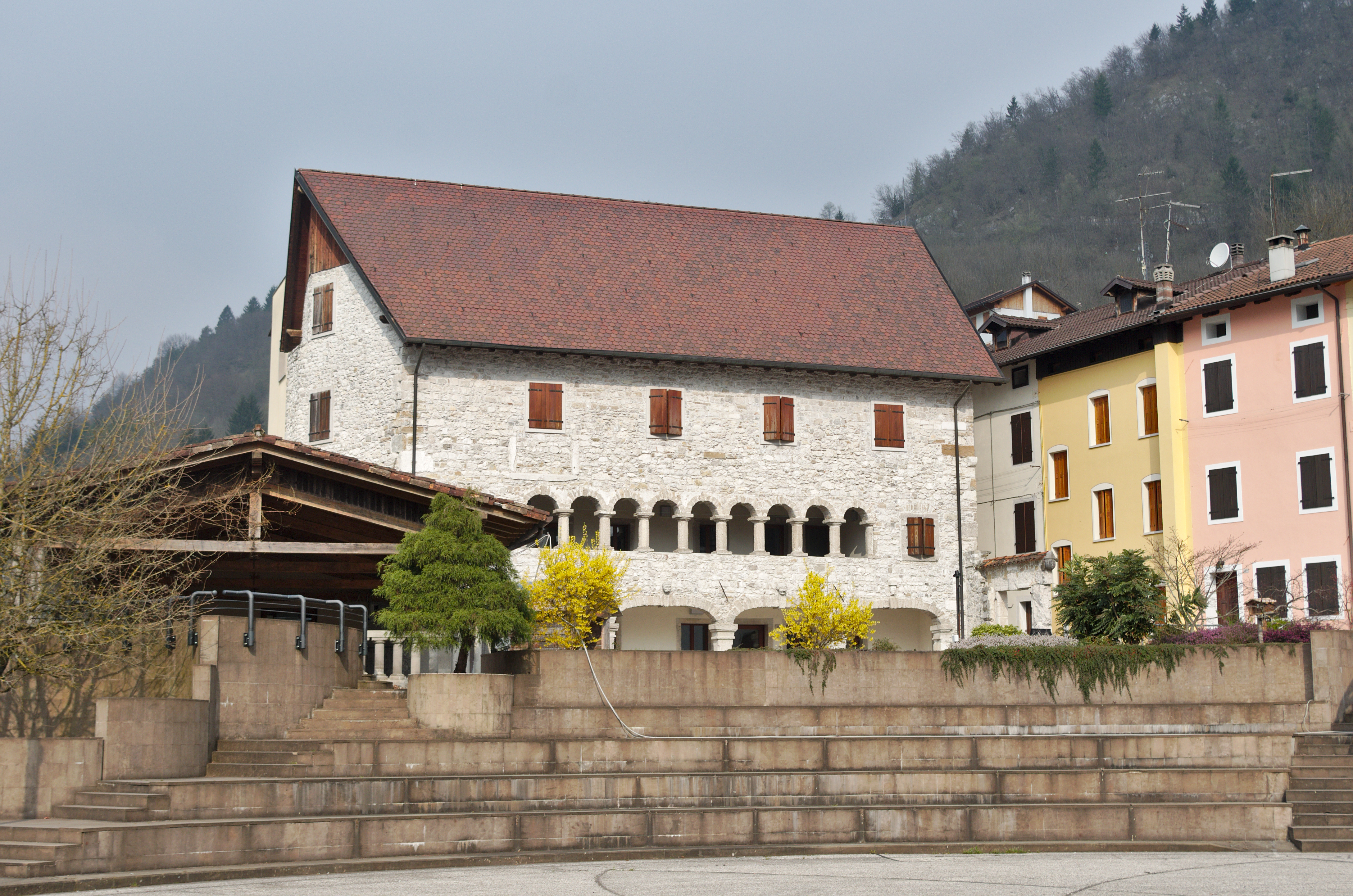
Palazzo Centis
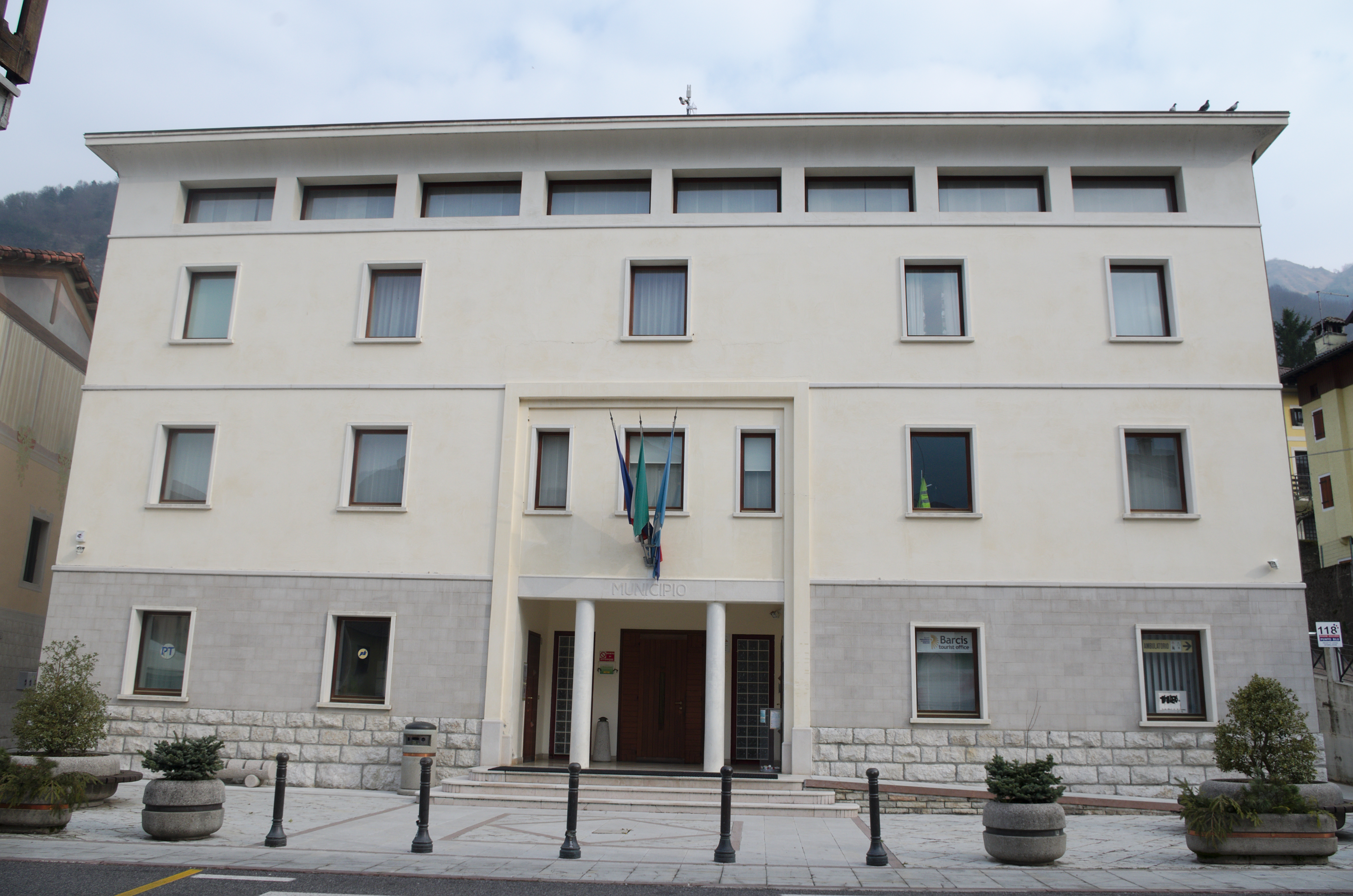
Rathaus